# Come & Go
Come & Go is een nummer van de Amerikaanse rapper Juice WRLD en de Amerikaanse dj Marshmello uit 2020. Het is de vijfde single van zijn postuum debuutalbum Legends Never Die.
"Come & Go" werd ruim een halfjaar na het overlijden van Juice WRLD uitgebracht. Marshmello noemde de rapper "één van de meest getalenteerde mensen die ik ooit ontmoette". Het nummer werd in diverse landen een hit. Zo bereikte het de 2e positie in de Amerikaanse Billboard Hot 100. In het Nederlandse taalgebied was het nummer slechts een bescheiden succesje; met in Nederland een 5e positie in de Tipparade en in de Vlaamse Ultratop 50 een 47e positie.